# Sõmerpalu
Sõmerpalu (em estoniano:  Sõmerpalu vald) é um município rural estoniano localizado na região de Võrumaa.